# Svartgölen (Brunneby socken, Östergötland)
Svartgölen är en sjö i Motala kommun i Östergötland och ingår i Motala ströms huvudavrinningsområde.